# Margaritaria anomala
Margaritaria anomala är en emblikaväxtart som först beskrevs av Henri Ernest Baillon, och fick sitt nu gällande namn av Francis Raymond Fosberg. Margaritaria anomala ingår i släktet Margaritaria och familjen emblikaväxter. Inga underarter finns listade i Catalogue of Life.